# Neochionaspis kirgisica
Neochionaspis kirgisica är en insektsart som beskrevs av Borchsenius 1947. Neochionaspis kirgisica ingår i släktet Neochionaspis och familjen pansarsköldlöss. Inga underarter finns listade i Catalogue of Life.